# Войниха (річка)
Войни́ха (інша назва Солони́ця) — річка в Україні, в межах Лубенського району Полтавської області. Ліва притока Сули (басейн Дніпра). 

## Опис
Довжина річки 29 км, площа басейну 156 км². Долина трапецієподібна, завглибшки до 30 м, завширшки до 1 км. Річище звивисте, у верхів'ї заболочене, завширшки до 2 м. Заплава слабовиражена, завширшки до 50 м. Є стариці, озера, споруджено декілька ставків. Похил річки 1,4 м/км. Живлення переважно підземними водами. 

## Розташування
Річка бере початок на південний захід від смт Ромодана. Тече переважно на захід, місцями повертаючи на південний захід чи північний захід. Впадає до Сули на південний захід від села Солониці, що на південний схід від міста Лубен.
На березі Войнихи розташоване село Войниха, а також Солониця. 

## Цікавий факт
- Неподалік від річки, в її нижній течії, 1596 р. відбувся Солоницький бій (донині точне місце бою достеменно невідоме).